# Bernhard Luginbühl

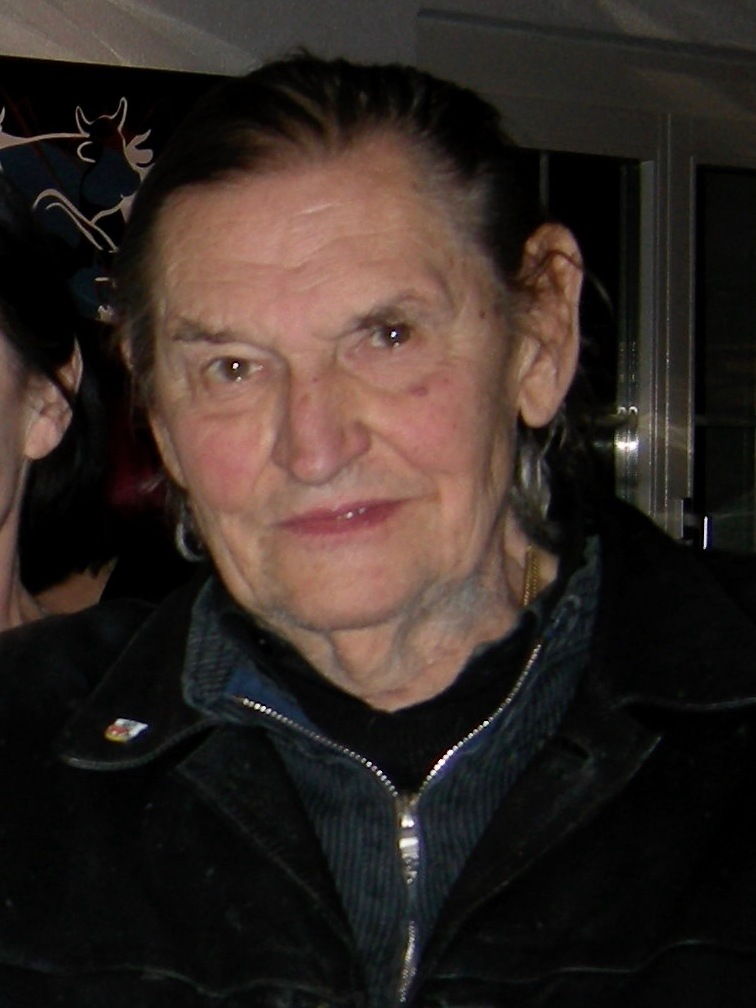
Bernhard Luginbühl (2007)

Hans Bernhard Luginbühl (* 16. Februar 1929 in Bern; † 19. Februar 2011 in Langnau im Emmental) war ein Schweizer Bildhauer und Eisenplastiker.

## Leben und Werk

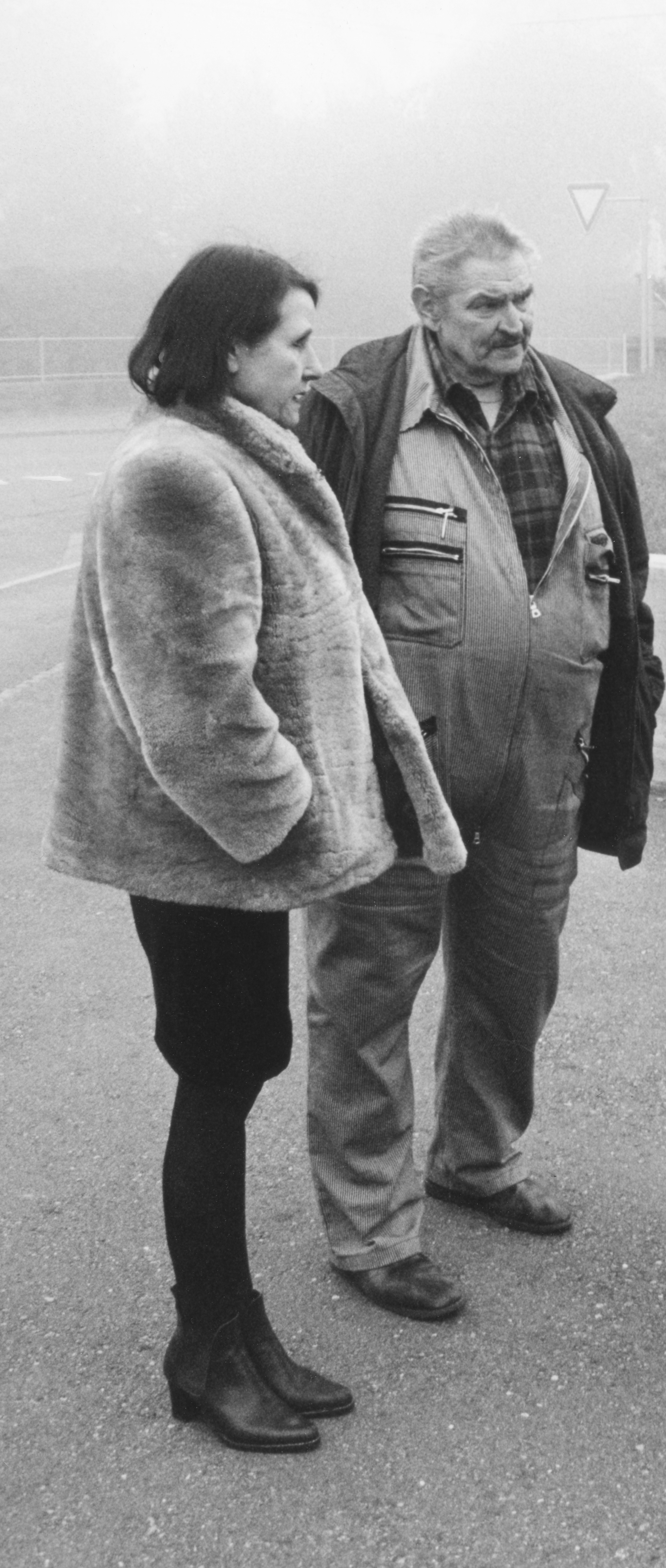
Bernhard Luginbühl und Ursi Luginbühl-Koelner (1997)

Luginbühl wuchs in Bern auf. An der Gewerbeschule hatte er seine erste Ehefrau Greti Kläy kennengelernt und 1950 geheiratet. Der Ehe entstammen zwei Töchter. Luginbühl widmete Kläy seine Steinfigur Greti, benannte sie nach der Scheidung 1957 jedoch zu «die Sitzende» um.
Seit seiner Bildhauerlehre arbeitete er als freier Künstler, teilweise zusammen mit seiner zweiten Frau, der Keramikerin, Töpferin und Plastikerin Ursi Luginbühl-Koelner. Ihre gemeinsamen Söhne Brutus, Basil und Jwan wurden früh als Assistenten des Vaters in Kunstprojekte eingebunden. Eva war ihre jüngste Tochter.
Luginbühl lebte mit seiner Familie ab 1965 in Mötschwil auf einem Bauernhof, dessen Umgebung sukzessive in den Skulpturenpark der Luginbühlstiftung umgewandelt wurde.
Luginbühl war seit seiner Jugendzeit mit dem Maler und Eisenplastiker Jimmy Schneider befreundet. 1951 half dieser Luginbühl beim Bau seines Atelierhauses in Moosseedorf. Zudem erlernte er bei Schneider, der ihm bei grösseren Arbeiten auch assistierte, das Schweissen. Luginbühl hatte massgebenden Einfluss, dass sich Schneider schliesslich der Eisenplastik zuwandte.
Bekannt als Eisenplastiker wurde er in den späten 1950er Jahren. Besonders beeindruckten seine Werke, die er aus Material gestaltete, welches er auf Schrottplätzen oder stillgelegten Industrieanlagen fand. 1950 und 1956 erhielt Luginbühl ein Eidgenössisches Kunststipendium. Die Plastik Schlanke Aggression wurde 1959 auf der Ersten Schweizerischen Gartenbauausstellung G|59 als Teil des abstrakten, international gewürdigten Gartens des Poeten von Ernst Cramer präsentiert. Mit seiner Plastik Tell (1966) präsentierte sich die Schweiz an der Weltausstellung in Montreal 1967. Er war 1964 auf der documenta III und 1977 auf der documenta 6 in Kassel vertreten. 1968 stellte er vor der Kunsthalle Bern seinen Grossen Zyklopen auf. Weitere bewegliche Giganten aus Eisen sind der Atlas (1970), der Skarabäus (1978), der Frosch (1986/87) und der Zwilling (2003). Grosse Beachtung erhielt 1989 die Ausstellung seiner Eisenplastiken im Kulturzentrum Reithalle (Bern).
Im Alten Schlachthaus in Burgdorf gibt es ein Luginbühl-Museum.
Mit dem Schweizer Künstler Jean Tinguely verband ihn eine langjährige und tiefe Freundschaft.
Bernhard Luginbühl starb kurz nach seinem 82. Geburtstag am 19. Februar 2011.

## Eisenplastiken im öffentlichen Raum
Zahlreiche seiner Werke sind im öffentlichen Raum aufgestellt, so z. B. die Grosse Giraffe in Zürich, ebenfalls in Zürich der silbern angestrichene Silver Ghost (1966) oder der Amboss in Muttenz. Im Bahnhof Luzern hängt über dem Gleis 3 die Plastik «Lucerne en recul» von 1999, die Luginbühl zusammen mit seinen Söhnen Basil und Jwan schuf.
Luginbühls Plastik aus Industriestahl Kleiner Zyklop von 1967 erhielt ihren Ehrenplatz vor der Hamburger Kunsthalle. Seine 25 Tonnen schwere Eisenplastik Hafentorfigur von 1981/1982, die etwas an eine Libelle erinnert und aus dem Ruderschaft eines Riesentankers gefertigt ist, steht auf der Hochwasserschutzanlage Johannisbollwerk gegenüber der Schwedischen Seemannskirche.
Im Hotel de la Gare in Sugiez sind mehrere Kunstwerke Luginbühls ausgestellt. Dies beruht auf der langjährigen Freundschaft mit dem Besitzer Hans-Ueli Leisi. Im Dezember 2007 wurde im selben Hotel die «Bar des Artistes» eröffnet, eine weitere Plattform für Bernhard Luginbühl. Die Künstlerfamilie Luginbühl betreibt dort mittlerweile eine permanente Ausstellung.

## Verbrennungsaktionen
Mit spektakulären Verbrennungsaktionen begann Luginbühl 1976 auf der Allmend in Bern. Dabei liess er das riesige Holzgebilde Zorn in Flammen aufgehen, untermalt mit Musik und Feuerwerk und begleitet von Ess- und Trinkgelagen. Der Berliner Zorn brannte 1981 in Berlin-Kreuzberg und der Letzte Zorn 1983 in Burgdorf. Auf dem Zürcher Sechseläutenplatz wurde Luginbühl anlässlich seines 70. Geburtstages erlaubt, die Figur Feuerrad abzubrennen. Am Millenniumssilvester verbrannte er auf dem Gurten die 24 Meter lange und zehn Meter hohe Plastik Silvester. Daran hatten zuvor zehn Personen ein Jahr lang gearbeitet. Den Stansstaderdrachen verbrannte er am 1. August 2002 auf dem Vierwaldstättersee.

## Film
Luginbühl war auch als Filmregisseur tätig. Er führte Regie im Animationsfilm Drama des einsamen Hundes (1967), im Dokumentarfilm Kleiner Emmentalfilm (1970) und im Porträtfilm Der Künstler Adolf Wölfli (1977).
Seine plastischen Arbeiten wurden von Fredi M. Murer im Film Bernhard Luginbühl (1966) und im Video Bernhard Luginbühl II (1989) von Peter Guyer dokumentiert.

## Alltagskunst

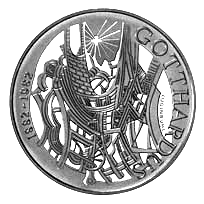
Vorderseite Gedenkmünze 1982

Für die Schweizer Münzstätte gestaltete er 1982 die Vorderseite einer Gedenkmünze mit der Abbildung der Gotthardbahn.

## Abbildungen

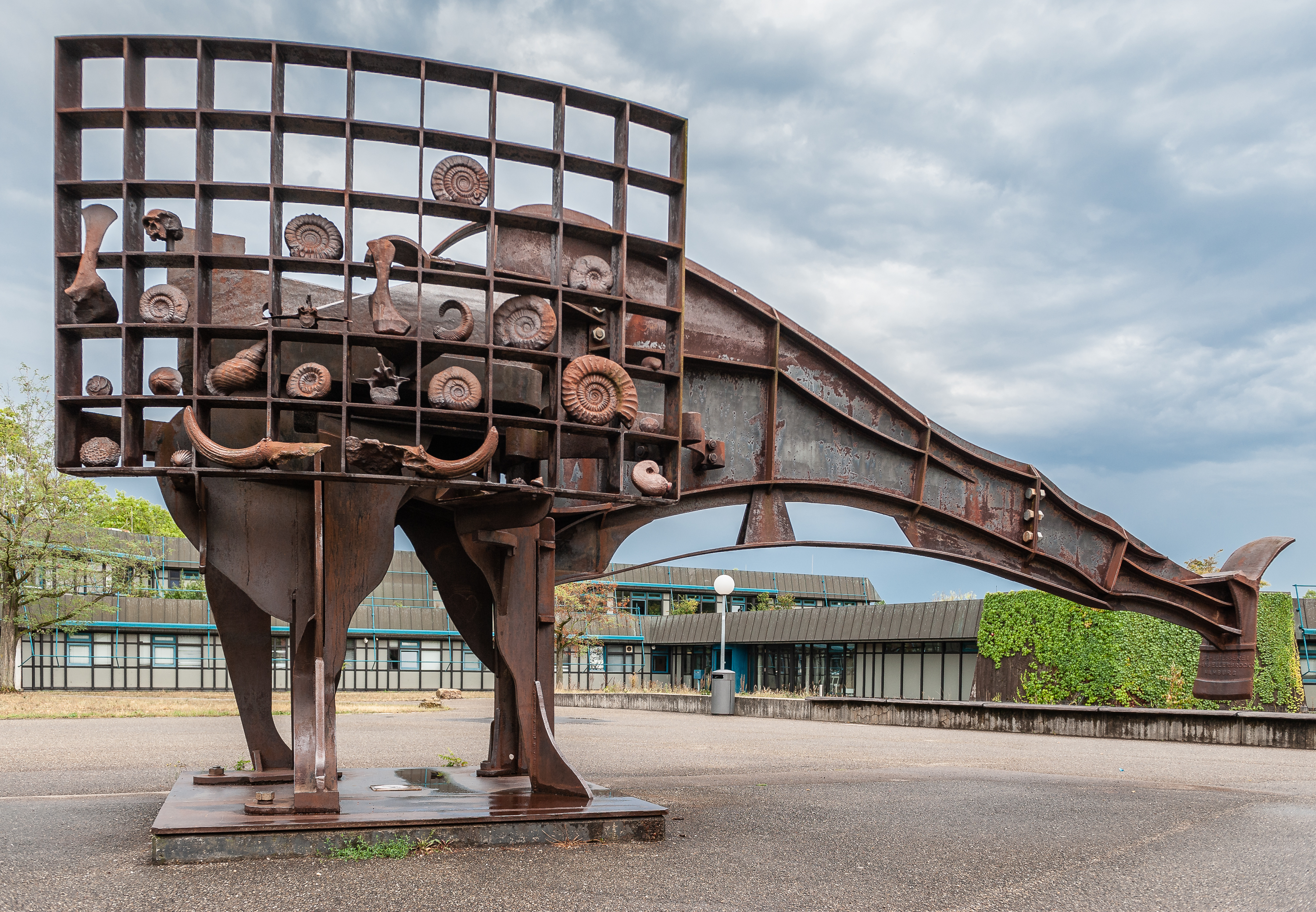
Saurier, Stuttgart (1982–1984)
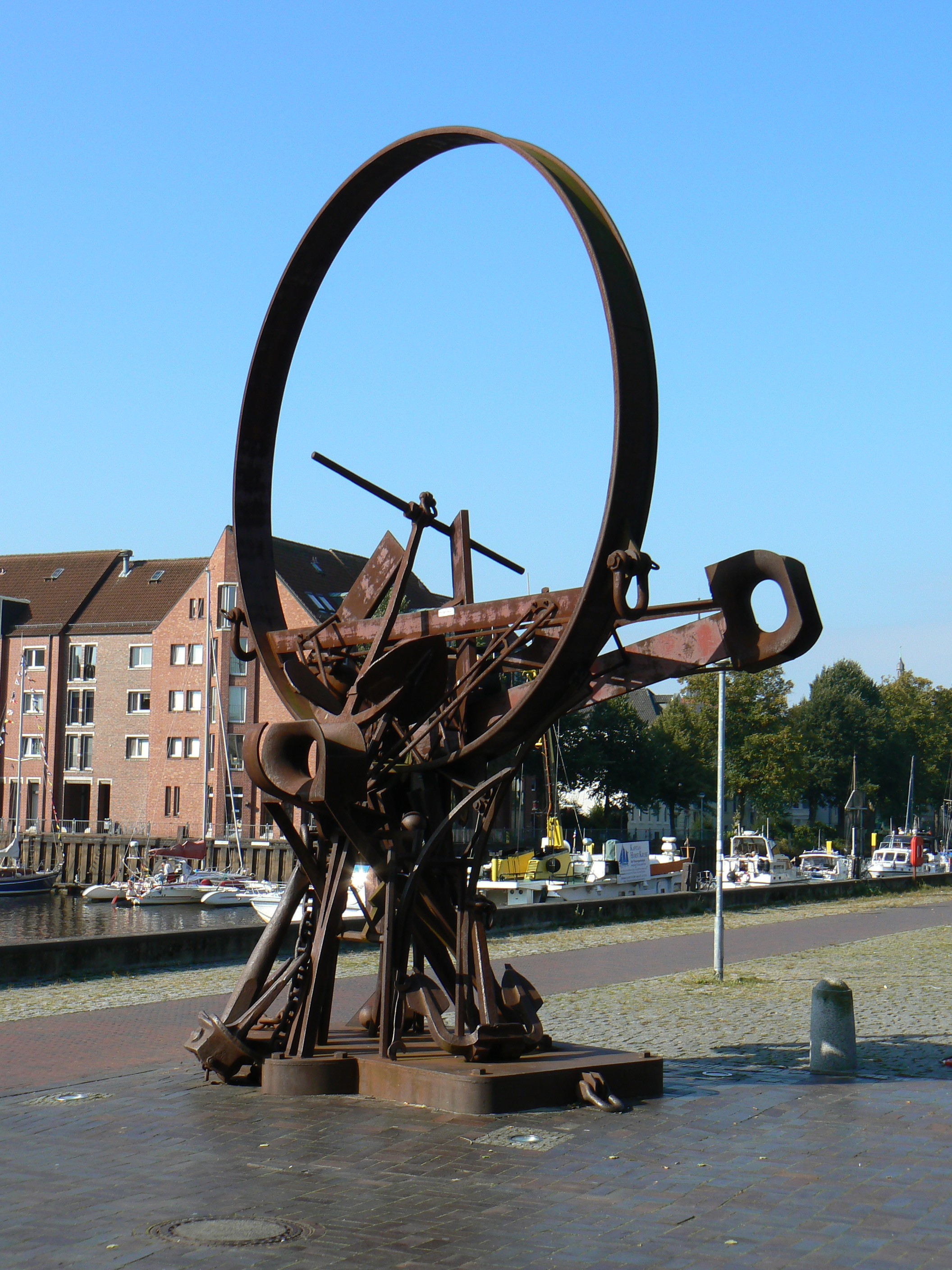
Skulptur am Oldenburgerring, Oldenburg (1992–1993)
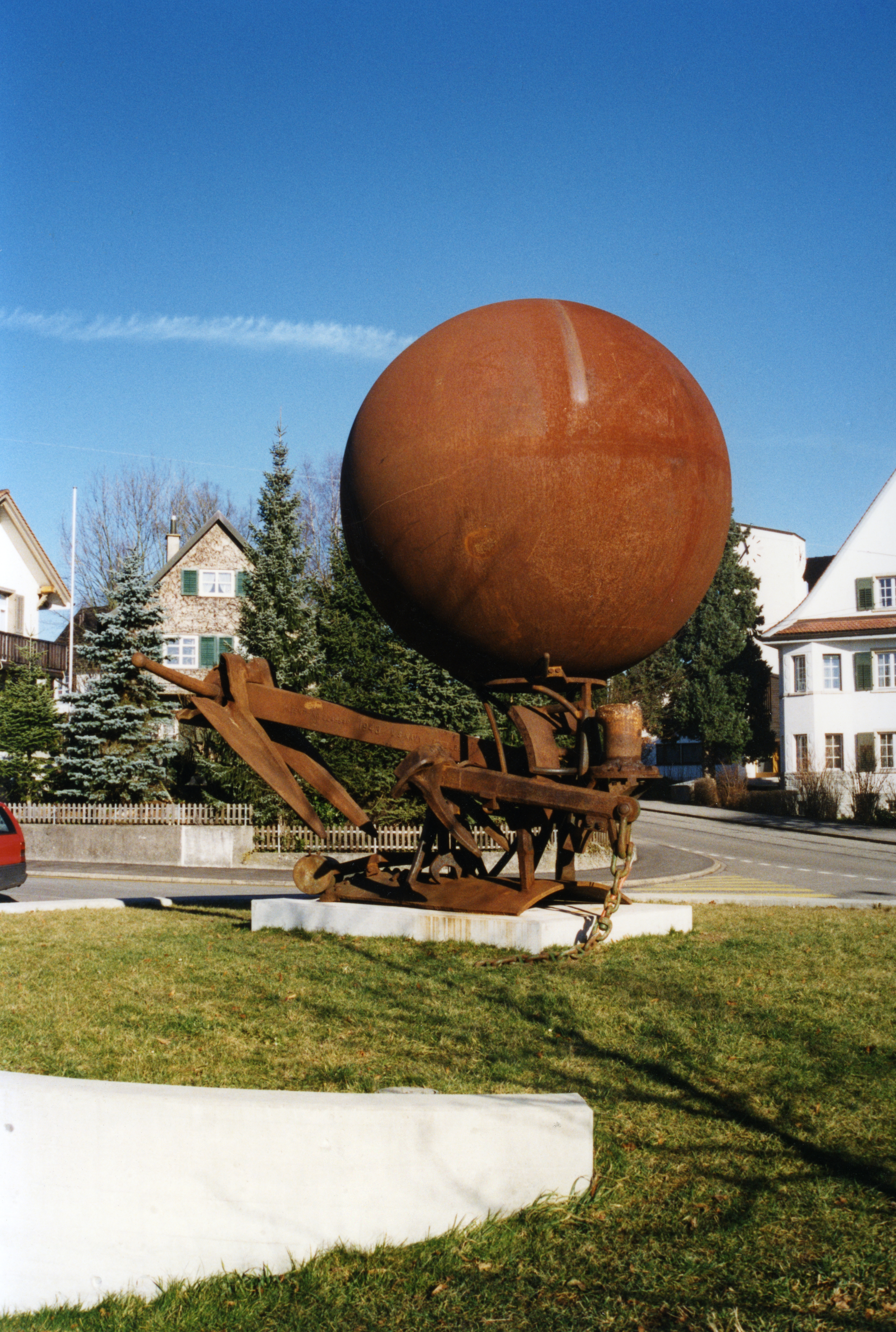
«Anker mit Rolle», Universität St. Gallen
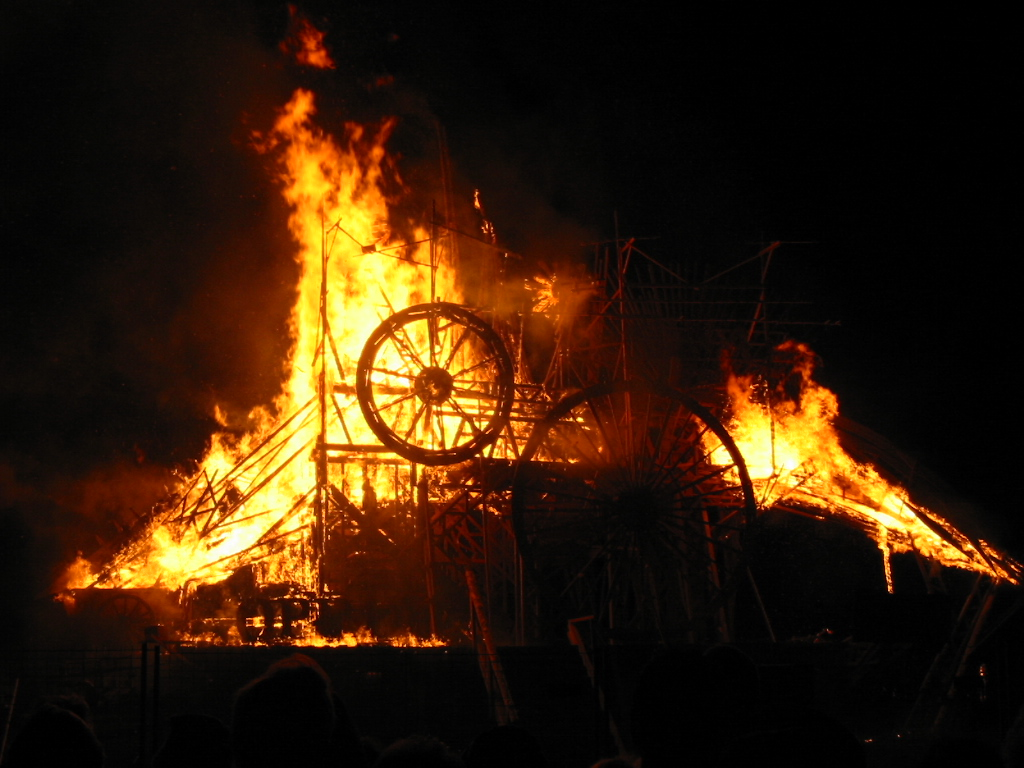
Signal, Mont Vully (2002)
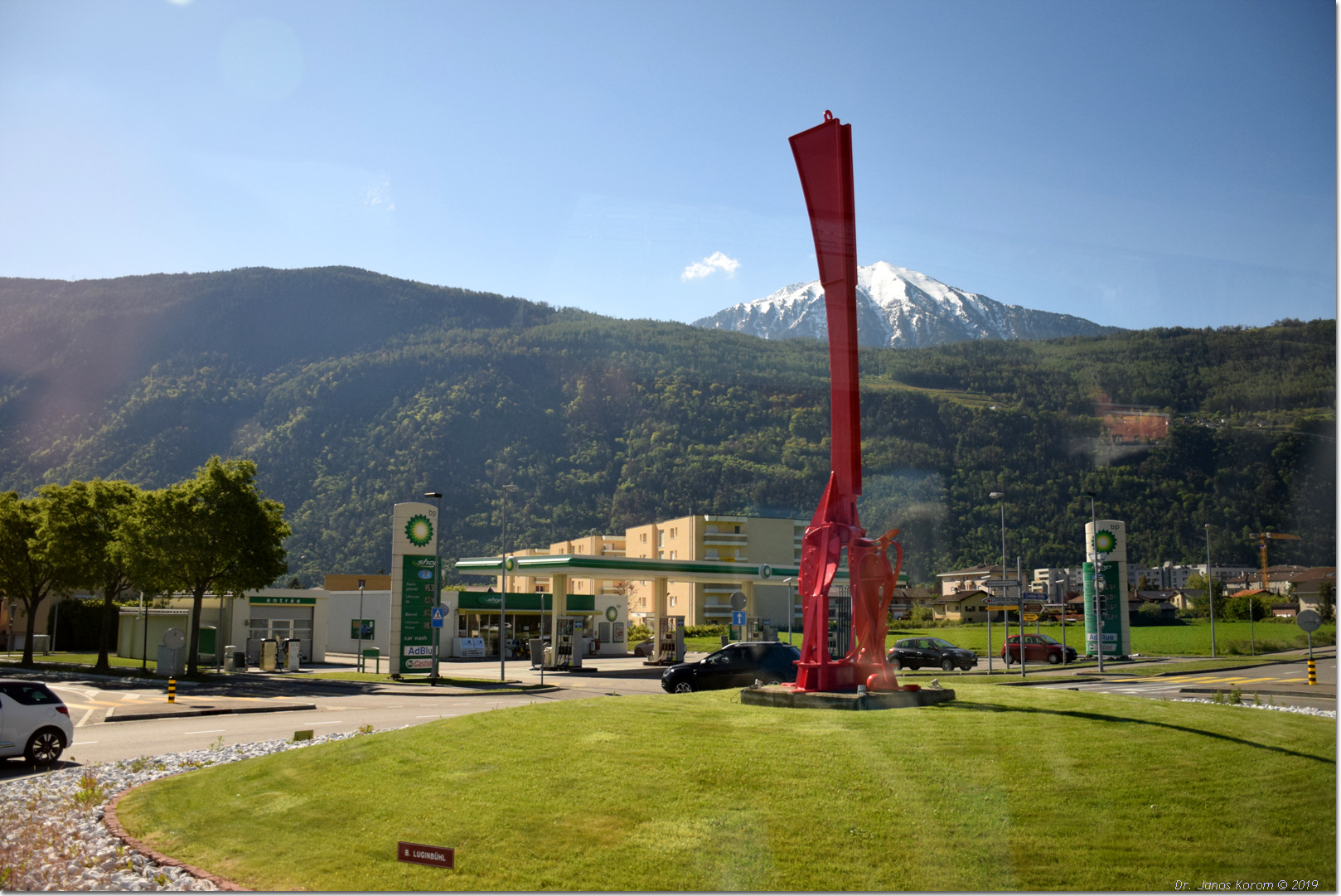
«Tige Martigny»
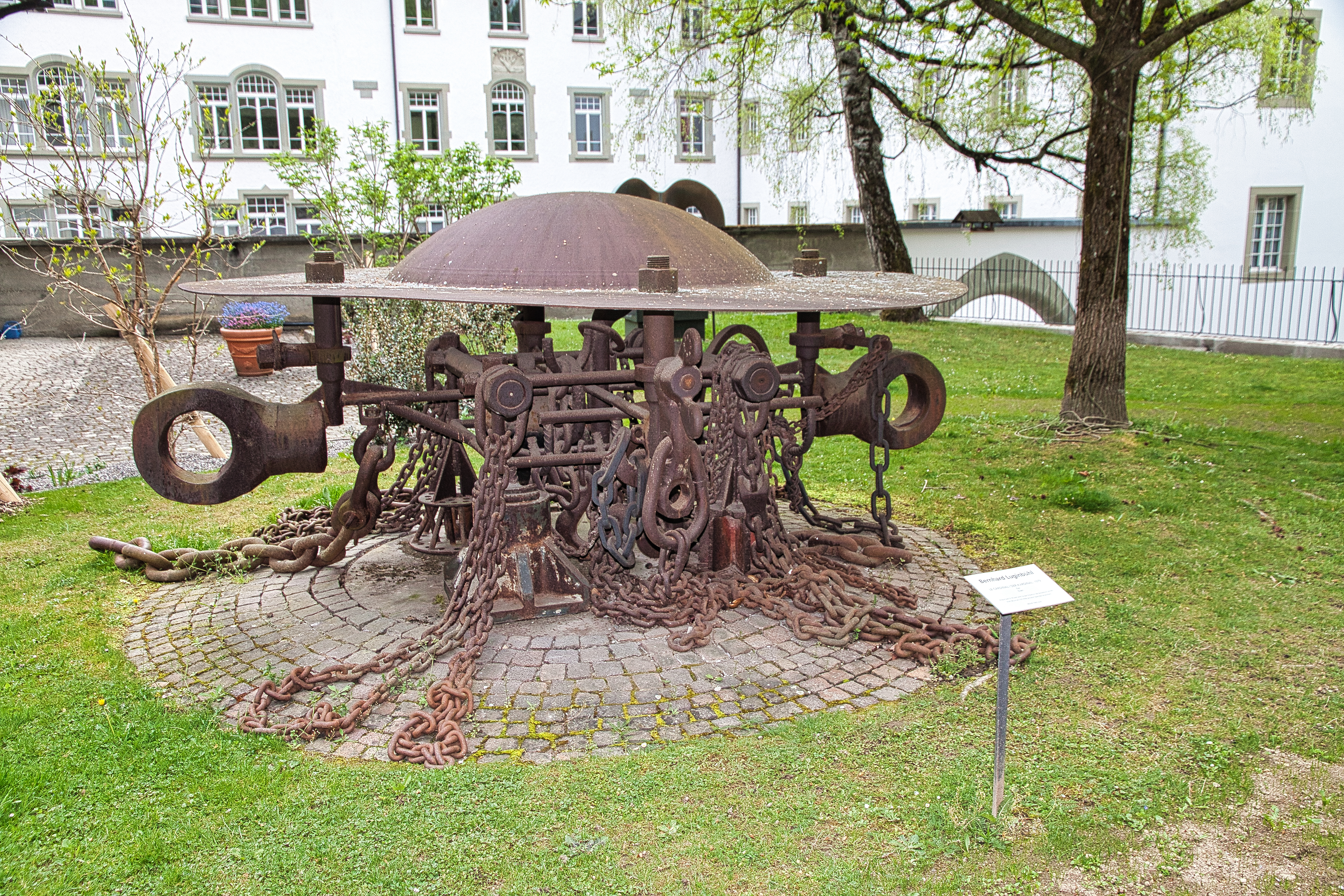
«Le Cardinal», 1979, in Freiburg